# Pinnskruv

Pinnskruv.

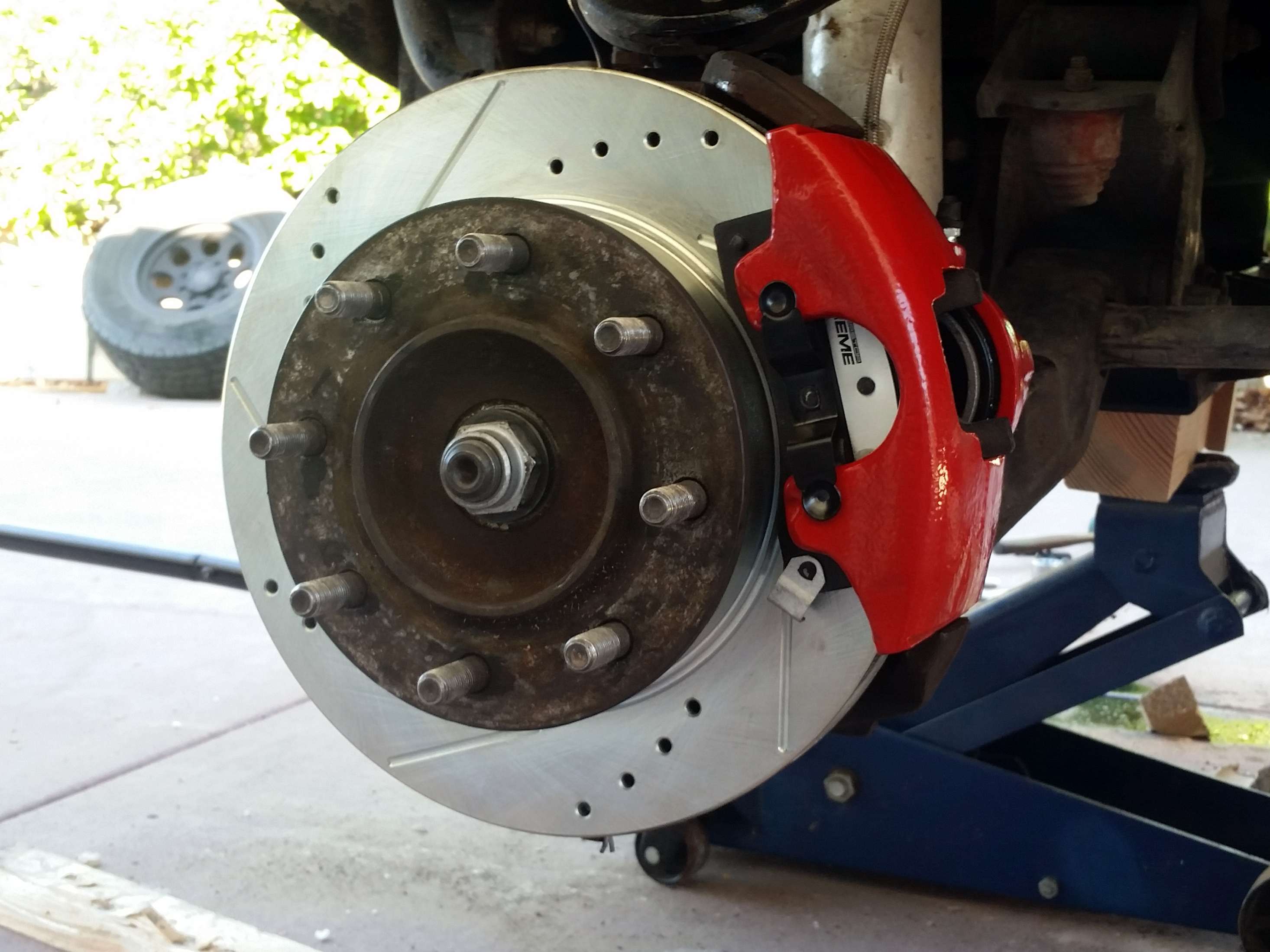
Hjulnav med pinnskruvar på vilka fälg med däck låses med hjulmuttrar.

En pinnskruv, tidigare även kallad pinnbult, liknar en skruv med skillnaden att den inte har något huvud utan är "enbart en pinne". Pinnskruven är antingen helt gängad eller kan också vara gängad från båda sidorna och ha en slät del på mitten. 
Pinnskruven kan användas med två muttrar för att stänga inne eller låsa kring en komponent. Alternativt kan ena ändan av pinnskruven vara iskruvad i ett gängat hål i till exempel ett hjulnav, och andra ändan av pinnskruven låses med en mutter.
Skruven är vanlig som hjulskruv, men kan också användas för till exempel sammanfogning av plåtar där den enkelt lossas från en eller båda sidor.